# Ryszard Machowski
Ryszard Zbigniew Machowski (ur. 6 marca 1925 w Krupce, zm. 15 maja 1993 w Warszawie) – podchorąży Armii Krajowej, kawaler Krzyża Srebrnego Orderu Wojennego Virtuti Militari.

## Życiorys
Urodził się w rodzinie inteligencko-ziemiańskiej jako syn Franciszka (żołnierza dywizji syberyjskiej) i Anny z Machowskich. Ukończył szkołę powszechną i wstąpił do Korpusu Kadetów Nr 2 w Rawiczu. W kampanii wrześniowej wziął udział jako ochotnik w szeregach 28 pułku piechoty. Do niemieckiej niewoli dostał się 1 października 1939 koło Góry Kalwarii. Zbiegł z niej w końcu listopada tr. i wrócił w rodzinne strony. Poszukiwany przez okupanta niemieckiego przeniósł się do Generalnej Guberni. Uczęszczał na tajne komplety, na których uzyskał świadectwo dojrzałości. Zdekonspirowany w czerwcu 1943 i skierowany do oddziału partyzanckiego kpt. „Żegoty”. Ukończył konspiracyjną szkołę podchorążych, walczył na Zamojszczyźnie, a potem w szeregach 27 Wołyńskiej Dywizji Piechoty Armii Krajowej. Z początkiem lipca 1944 przeniesiony do Milanówka na stanowisko dowódcy plutonu specjalnego. Uczestnik powstania warszawskiego. W toku swej służby odznaczony Krzyżem Walecznych i Orderem Virtuti Militari 5 klasy.
W 1945 wcielony do Ludowego Wojska Polskiego z przydziałem do 82 pułku artylerii ciężkiej. Zdemobilizowany wskutek gruźlicy, rozpoczął pracę dziennikarską w redakcji „Polski Niepodległej” i kontynuował studia na Wydziale Dziennikarskim Akademii Nauk Politycznych. Zmuszony do odejścia z pracy ze względu na okupacyjną przeszłość. Następnie pracował jako redaktor i organizator w prasie katolickiej. Pozostając w stanie spoczynku został awansowany do rangi kapitana. Zmarł w Warszawie i spoczywa na cmentarzu Powązkowskim (kwatera: 169, rząd: 2, miejsce 22).
Żonaty z Cecylią Celiną z Taniewskich (1922-2006) - lekarzem medycyny, z którą miał córki Beatę i Joannę. 

## Odznaczenia
- Krzyż Srebrny Orderu Wojennego Virtuti Militari
- Krzyż Walecznych
- Krzyż Armii Krajowej